# Shen Baozhen
Shěn Bǎozhēn (cinese:葆禎; Minhou, 1820 – 1879) è stato un politico e militare cinese, fu uno dei principali fautori della politica di auto-rafforzamento (tzu-ch'iang) iniziata dal commissario imperiale Lin Zexu all'epoca della prima guerra dell'oppio (1839-1842). Ricoprì la carica di Viceré del Liangjiang tra il 1875 e il 1879.

## Biografia

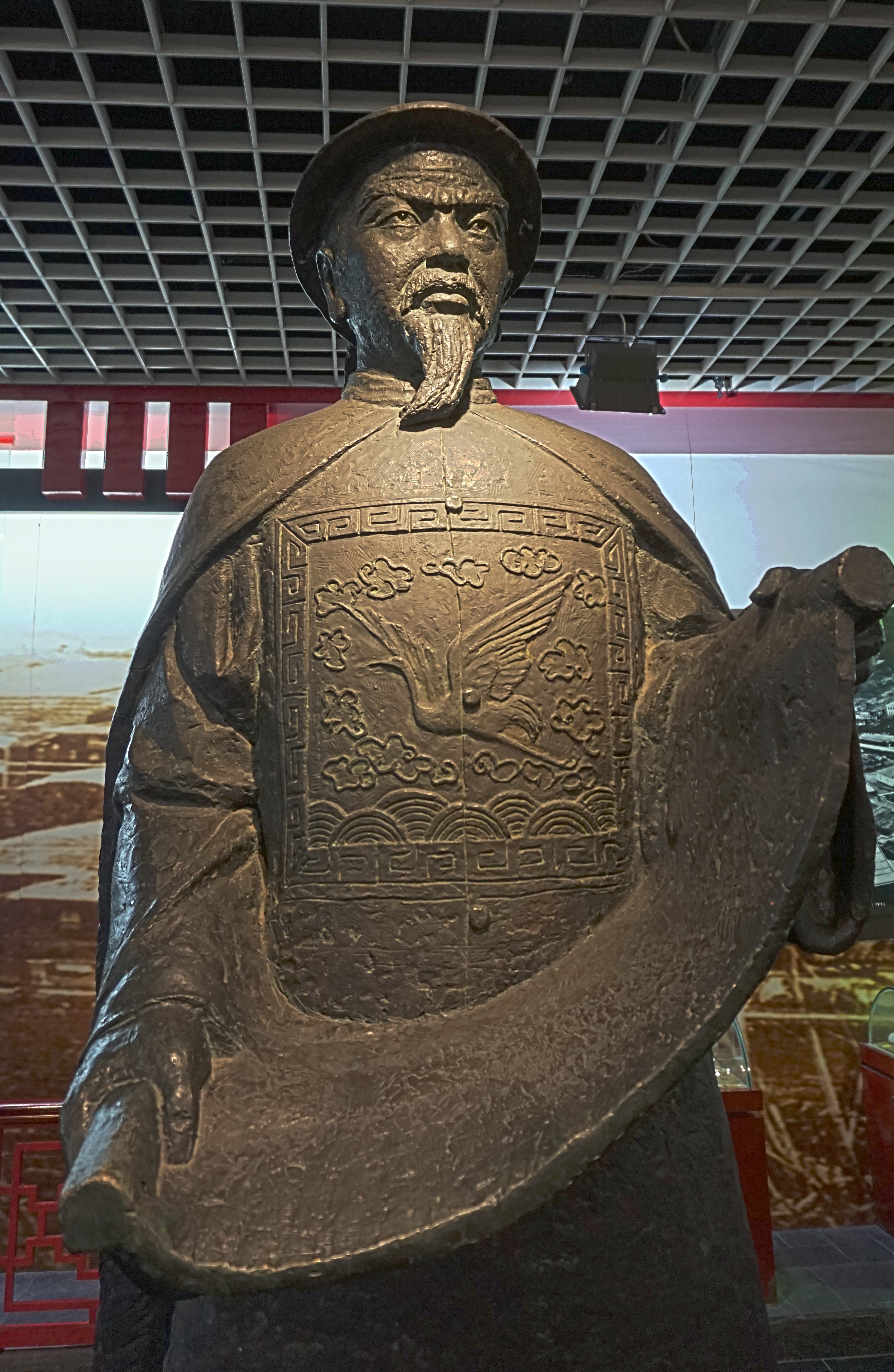
Statua del Viceré Shen Baozen

Nacque a Minhou, provincia del Fujian, nel corso del 1820, e dopo aver ottenuto il più alto punteggio nel corso degli esami per l'ammissione a funzionario imperiale, nel 1847 fu ammesso a frequentare l'Accademia Hanlin di Pechino.  Le sue grandi capacità amministrative attirarono l'attenzione di Zeng Guofan, che lo ha arruolò nell'Armata Xian impegnata nel tentativo di sopprimere la rivolta dei Taiping. 
Dopo la fine della ribellione, avvenuta nel 1864, egli fu attivamente coinvolto nella politica di auto-rafforzamento (tzu-ch'iang), iniziata dal commissario imperiale di Canton Lin Zexu subito dopo la fine della prima guerra dell'oppio (1839-1842), e in seguito lavorò presso l'Arsenale navale di Foochow.  Utilizzò l'abilità dei tecnici e lavoratori francesi, tra cui in particolare Prosper Giquel, per la costruzione di moderne navi da guerra destinate alla Marina Imperiale prima della distruzione dell'arsenale e della flotta avvenuta durante la Battaglia di Foochow, nel corso della guerra sino-giapponese del 1883-1885.  Allo stesso tempo contribuì a migliorare il sistema di riscossione delle imposte sul terreno nella provincia di Jiangxi.
Dopo la spedizione giapponese a Taiwan del 1874, avvenuta in risposta all'Incidente di Mudan, e che portò alla parziale conquista dell'isola, partecipò successivamente alla stesura del trattato di pace con il governo imperiale nipponico. Nominato Viceré del Liangjiang nel 1875 si spense nel corso del 1879.  Mentre ricopriva tale carica esercitò una tardiva opposizione alla ferrovia Woosung Road Company, che arrivò a acquistare e distruggere nel suo primo anno di attività. Questo avvenimento limitò lo sviluppo di Shanghai per almeno venti anni. Sposato con Lin Puqing (林普晴, 1821–1877), terza figlia di Lin Zexu, sua moglie dimostrò grande coraggio quando i ribelli Taiping assediarono Guangxin, lavorando come infermiera, cucinando per le truppe ed arrivando a tagliarsi un dito per scrivere un messaggio con il suo sangue.

### Annotazioni
1. ↑  Nell'arsenale di Foochow, dotato di moderni macchinari acquistati in Francia, lavoravano circa settanta tecnici europei e 2.600 operai e tecnici cinesi.
2. ↑  Avvenuta il 23 agosto 1884.
3. ↑  Shangai rimase disconnessa alla crescente rete ferroviaria cinese fino a quando tale linea non fu ricostruita nel corso del 1898, e poi estesa fino a Nanchino nel 1908.

### Fonti
1. 1 2  Da Frè 2010, p. 82.
2. 1 2  Da Frè 2010, p. 83.
3. ↑  Baark 1997, p. 110.
4. ↑  Da Frè 2010, p. 84.
5. ↑  Wright 1962, p. 154.
6. ↑  Huenemann, Ralph Wm. Harvard East Asian Monographs, Vol. 109. The Dragon and the Iron Horse: the Economics of Railroads in China, 1876–1937, pp. 2 ff. Harvard U. Asia Center, 1984. ISBN 0-674-21535-4. Accesso 10 giugno 2016.

### Periodici
- Giuliano Da Frè, La sconfitta del drago, in Rivista Italiana Difesa, n. 2, Chiavari, Giornalistica Riviera Soc. Coop., febbraio 2010,  pp. 80-97.